# Vízvár
Vízvár je vas na Madžarskem, ki upravno spada pod podregijo Šomodske županije.